# Pravoúhlé promítání
Pravoúhlé promítání je rovnoběžné promítání, jehož směr svírá s průmětnou pravý úhel (je kolmé). Obrazy získané pravoúhlým promítáním jsou rovinné. V praxi se užívá promítání na několik navzájem kolmých průměten (obvykle na tři), popřípadě je možné použít i další pomocné průmětny.

## Zobrazení objektu

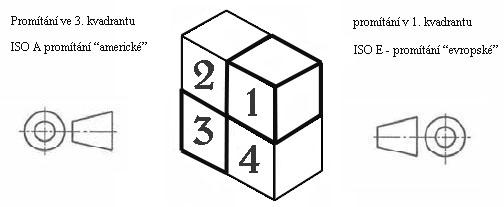
Rozdělení prostoru na kvadranty

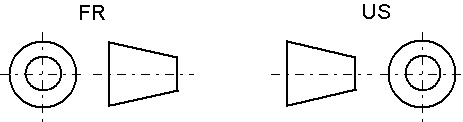
Evropské (FR) a americké (US) promítání

Objekt se může zobrazit až v šesti hlavních směrech. Za hlavní pohled (tzv. „pohled zepředu“) se volí takový obraz, který obsahuje o daném objektu nejvíce informací.
Pravoúhlé promítání lze rozdělit podle mezinárodních norem ISO na metody, které se liší umístěním objektu vůči pozorovateli. Soustavu rovin rozdělíme na 4 kvadranty, v každém kvadrantu lze promítat na šest rovin. Promítání ve 3. kvadrantu se používá ve Spojených státech, odtud název „americké“. Promítání v prvním kvadrantu se používá v evropských zemích a odtud má název „evropské“.

## Typy pravoúhlého promítání

### Podle normy ISO E
N – Nárys - pohled zepředu 
S – Podhled – pohled zdola 
P – Půdorys – pohled shora 
L – Levý bokorys – pohled zprava 
B – Pravý bokorys – pohled zleva 
Z – pohled ze zadu